# نادي أولمبيك الدشيرة
نادي أولمبيك الدشيرة هو نادي رياضي مغربي من مدينة الدشيرة، تأسس سنة 1940، ويُعرف النادي بتكوينه القوي للاعبين المحليين ومشاركته في البطولات الوطنية، حيث ظل لسنوات ينافس في القسم الثاني من البطولة الاحترافية، ليحقق الصعود إلى القسم الأول لأول مرة في تاريخه سنة 2025.

## تاريخ النادي

### مسيرة الصعود
أنهى أولمبيك الدشيرة موسم 2024-2025 في المركز الثالث من القسم الثاني برصيد 49 نقطة، مما أهّله لخوض مباريات السد وفقًا للنظام الجديد الذي يفرض على صاحبي المركزين الثالث والرابع في القسم الثاني مواجهة صاحبي المركزين 13 و14 من القسم الأول لتحديد الفرق الصاعدة.
وفي مباراة الذهاب، خسر أولمبيك الدشيرة على أرضه أمام شباب السوالم بنتيجة 2-1. لكن في مباراة الإياب، قدم الفريق أداءً مميزًا، حيث افتتح سفيان الجازولي التسجيل في الدقيقة 52، وأضاف محمد أدجار هدفين في الدقيقتين 84 و90+5، لتنتهي المباراة بفوز الدشيرة 3-0، وبمجموع المباراتين 4-2 لصالحه

### أهمية الإنجاز
يمثل هذا الصعود أول ظهور لأولمبيك الدشيرة في القسم الأول من البطولة الاحترافية، مما يعكس تطور النادي وجهوده المستمرة في تطوير كرة القدم بالمنطقة. كما يُعد هذا الإنجاز مصدر فخر لجماهير النادي وسكان جهة سوس ماسة، ويعزز من مكانة الفريق على الساحة الوطنية.

## ألقاب النادي
|  | البطولات           | عدد الألقاب | سنوات الألقاب |
|  | ------------------ | ----------- | ------------- |
|  | كأس التميز المغربي | 1           | 2025          |